# Heinz Zeiss
Heinrich „Heinz“ Zeiss (* 12. Juli 1888 in Frankfurt am Main; † 23. März 1949 im Lager Wladimir/Sowjetunion) war ein deutscher Arzt, Epidemiologe und Hygieniker. Zeiss prägte 1931 den Begriff Geomedizin und war bekannt für sein Konzept der „Geomedizin des Ostraums“.

## Leben und Wirken
Zeiss studierte Medizin in Marburg, Heidelberg, Freiburg im Breisgau, Berlin und München. Promoviert wurde er 1912 in Freiburg. Zunächst war er von 1912 bis 1913 als Assistenzarzt am Institut für Hygiene in Gießen tätig.
Zeiss wurde 1914 Assistenzarzt der Reserve und nahm am Ersten Weltkrieg teil. Von 1914 bis 1921 war er als Assistent am Hamburger Institut für Schiffs- und Tropenhygiene und ab 1921 als Hamburger Hafenarzt tätig. Zwischen 1915 und 1932 hielt er sich „mit kürzeren Unterbrechungen fast ausschließlich in Kleinasien und der Sowjetunion“ auf. Er forschte einige Jahre u. a. in den Bereichen der Seuchenbekämpfung und der Geomedizin. Als Angehöriger des Deutschen Roten Kreuzes leitete er ab 1921 die bakteriologische Zentrale des DRK in Moskau während der Hungerexpedition. Er baute ein bakteriologisches Zentrallabor auf, in dem Impfstoffe hergestellt und seuchenhygienische Expeditionen geplant wurden. Im Jahr 1922 organisierte er den hafenärztlichen Dienst in Petrograd. Nach dem Ende der Hungersnot verblieb Zeiss in der Sowjetunion und habilitierte sich währenddessen 1924 an der Universität Hamburg. 1925 hatte er eine außerordentliche Professur an der Universität Hamburg erhalten. In Moskau wurde er 1924/25 Abteilungsvorsteher beim Chemo-Pharmazeutischen Forschungsinstitut und war von 1924 bis 1932 Kustos der Mikrobiologischen Sammlung am Tarassewitsch-Institut für Seumkontrolle und experimentelle Therapie. Daneben erfüllte er einen kulturpolitischen Auftrag des Auswärtigen Amtes und blieb in engem Kontakt mit der Deutschen Botschaft in Moskau, der er regelhaft Berichte von seinen Dienstreisen zusandte. Ende Februar 1932 musste Zeiss nach einem Spionagevorwurf in das Deutsche Reich zurückkehren.
Anfang November 1933 wurde er „zum planmäßigen außerordentlichen Professor in der Medizinischen Fakultät der Universität Berlin sowie zum stellvertretenden Direktor des Hygienischen Instituts ernannt“. Bereits 1931 hatte er sich nach Berlin umhabilitieren lassen, wo er die Lehrbefugnis für Tropenmedizin und -hygiene erhielt.
Zeiss war während der Weimarer Republik Mitglied der DNVP gewesen und trat bereits Anfang Dezember 1931 der NSDAP sowie Anfang Januar 1932 auch dem NS-Ärztebund bei, er gehörte auch der SA an. Er wurde Vertrauensmann der NSDAP an der medizinischen Fakultät und gehörte dem Sachverständigenbeirat für Bevölkerungs- und Rassenpolitik des Reichsministerium des Inneren an. Im März 1937 wurde er Ordinarius für Hygiene und leitete das Institut bis 1945. 1944 wurde er Gaudozentenführer.
Während des Zweiten Weltkrieges war er 1940/41 am Forschungsprojekt der DFG „Experimentelle Untersuchungen über Fleckfieber“ beteiligt und wurde als „Experte für biologische Kriegsführung“ 1942 in Personalunion Direktor des Hygienisch-bakteriologischen Instituts der Militärärztlichen Akademie. Im August 1942 ernannte ihn Adolf Hitler zum außerordentlichen Mitglied des Wissenschaftlichen Senats des Heeressanitätswesens. Zeiss wurde 1943 zum Mitglied der Leopoldina gewählt (Sektion: Mikrobiologie und Immunologie).
Nach Kriegsende wurde er in der Sowjetunion am 10. Juli 1948 zu einer 25-jährigen Haftstrafe verurteilt. Er starb, von seiner Parkinsonerkrankung geschwächt, am 22., 23. oder 31. März 1949 im Krankenhaus im Zentralgefängnis Wladimir an Typhus oder „Kriegstyphus“.